# Regimentssystem der United States Army
Das Regimentssystem der United States Army engl. United States Army Regimental System (USARS) ist seit 1981 die Festlegung der Regimentsstruktur in der US-Army. Jeder aktive Soldat der US-Army sowie Reservist der US-Army Reserve und Army National Guard wird durch dieses System einem Regiment oder einem speziellen Korps zugeordnet.

## Geschichte
In der Amerikanischen Revolution bildeten Regimenter der einzelnen Kolonien die Basis der Kontinentalarmee. Nach 1783 wurden diese jedoch bis auf einige Grenzposten aufgelöst, weil man eine starke zentrale Armee vermeiden wollte. Das Regiment war zu diesem Zeitpunkt das grundlegende Organisationselement der US-Army wie aller Armeen weltweit. Die Unterstützungstruppen, die nicht einem Regiment angehörten, wurden in Korps organisiert. Zum Beispiel dem 1775 gegründeten United States Army Corps of Engineers. Diese waren in Brigaden oder Detachements untergliedert.
Bis zum Beginn des 20. Jahrhunderts blieb diese Organisation nahezu unverändert. Neben den Regimentern der Regular Army existierten noch die Regimenter der einzelnen Staatsmilizen, wie z. B. das 14th New Yorker Infantry Regiment. Mit der Gründung der United States National Guard wurde das System umgestellt. Die Regimenter erfuhren eine durchgehende Nummerierung. Neue Truppengattungen wie Panzertruppe oder Heeresflieger hatten keine Regimenter und wurden in Bataillonen organisiert.
Nach dem Koreakrieg wurde die Organisation der Division geändert. Man wollte das starre Regimentssystem der Infanterie an die Gegebenheiten des atomaren Schlachtfeldes anpassen. Hierzu sollten kleinere und beweglichere Kampfgruppen das Regiment ersetzen. Um jedoch die Beziehung der Soldaten zum Regiment zu erhalten und die Geschichte der Regimenter fortsetzen zu können, wurde 1957 das Combat Arms Regimental System (CARS) eingeführt. Das CARS umfasste die Truppengattungen Infanterie, Artillerie, Flugabwehr, Panzertruppe und Kavallerie. Die noch bestehenden Bataillone wurden sogenannten Parent Regimentern zugeordnet. Ein Parent Regiment hat dabei weder einen Kommandeur noch einen Stab, sondern dient der Bindung des Soldaten an ein einzelnes Regiment und der Fortführung der Tradition.
Eine Erweiterung stellte 1981 dann das United States Army Regimental System (USARS) dar. Die Heeresflieger wurden in das Regimentssystem aufgenommen und die Korps der Unterstützungstruppen wurden einem Regiment gleichgesetzt. Zudem wurden die Ausbildungseinheiten der Schulen der US-Army ebenfalls Regimentern zugeordnet.
Im Zuge der Transformation findet seit einigen Jahren eine Umgliederung und damit Aktivierung oder Inaktivierung verschiedener Regimenter statt, so dass der Army Regulation genannten Regimenter bereits geändert wurden.

## Gliederung

### Combat Arms Regiments

#### Infanterie
| Wappen | Name                                  | Gründung | Bataillone                               | Stationierung                                         | Unterstellung                                                            | Bemerkungen                     |
| ------ | ------------------------------------- | -------- | ---------------------------------------- | ----------------------------------------------------- | ------------------------------------------------------------------------ | ------------------------------- |
|        | 1st Infantry Regiment                 | 1791     | 1st                                      | West Point, New York                                  | United States Military Academy                                           |                                 |
| 2nd    | 1st Infantry Regiment                 | 1791     | Fort Lewis, Washington                   | 2. Stryker Brigade Combat Team, 2. Infanteriedivision | Stryker-Bataillon                                                        |                                 |
|        | 2nd Infantry Regiment                 | 1808     | 2nd                                      | Fort Johnson, Louisiana                               | 3. Brigade, 10. Gebirgsdivision                                          |                                 |
|        | 3. Infantry Regiment The Old Guard    | 1784     | 1st                                      | Joint Base Myer–Henderson Hall, Virginia              | Military District of Washington                                          | Protokollarischer Dienst        |
| 2nd    | 3. Infantry Regiment The Old Guard    | 1784     | Fort Lewis, Washington                   | 3. Stryker Brigade Combat Team, 2. Infanteriedivision | Stryker-Bataillon                                                        |                                 |
| 4th    | 3. Infantry Regiment The Old Guard    | 1784     | Joint Base Myer–Henderson Hall, Virginia | Military District of Washington                       | Protokollarischer Dienst                                                 |                                 |
|        | 4th Infantry Regiment                 | 1812     | 1st                                      | Hohenfels                                             | Joint Multinational Training Center                                      | Opposing Force                  |
| 2nd    | 4th Infantry Regiment                 | 1812     | Fort Johnson, Louisiana                  | 3. Brigade, 10. Gebirgsdivision                       |                                                                          |                                 |
|        | 5th Infantry Regiment                 | 1808     | 1st                                      | Fort Wainwright, Alaska                               | 1. Brigade, 25. Infanteriedivision                                       | Stryker-Bataillon               |
|        | 6th Infantry Regiment                 | 1812     | 1st                                      | Fort Bliss, El Paso, Texas                            | 2. Brigade, 1. Panzerdivision                                            |                                 |
| 4nd    | 6th Infantry Regiment                 | 1812     | 3. Brigade, 1. Panzerdivision            | Fort Bliss, El Paso, Texas                            |                                                                          |                                 |
|        | 7th Infantry Regiment                 | 1812     | 2nd                                      | Fort Stewart, Georgia                                 | 1. Brigade, 3. Infanteriedivision                                        |                                 |
|        | 8th Infantry Regiment                 | 1838     | 1st                                      | Fort Carson, Colorado                                 | 3. Brigade, 4. Infanteriedivision                                        |                                 |
|        | 9th Infantry Regiment                 | 1855     | 4th                                      | Fort Carson, Colorado                                 | 1. Brigade, 4. Infanteriedivision                                        |                                 |
|        | 10th Infantry Regiment                | 1855     | 2nd                                      | Fort Leonard Wood, Missouri                           | 3. Chemical Brigade, U.S. Army CBRN School                               | Grundausbildung                 |
| 3rd    | 10th Infantry Regiment                | 1855     |                                          | Fort Leonard Wood, Missouri                           | 3. Chemical Brigade, U.S. Army CBRN School                               | Grundausbildung                 |
|        | 11th Infantry Regiment                | 1861     | 2nd                                      | Fort Moore, Georgia                                   | 199. Infanteriebrigade, United States Army Infantry School               | Infantry Officer Basic Course   |
| 3rd    | 11th Infantry Regiment                | 1861     | Officer Candidate School                 | Fort Moore, Georgia                                   | 199. Infanteriebrigade, United States Army Infantry School               |                                 |
|        | 12th Infantry Regiment                | 1861     | 1st                                      | Fort Carson, Colorado                                 | 2. Brigade, 4. Infanteriedivision                                        |                                 |
| 2nd    | 12th Infantry Regiment                | 1861     |                                          | Fort Carson, Colorado                                 | 2. Brigade, 4. Infanteriedivision                                        |                                 |
|        | 13th Infantry Regiment                | 1861     | 1st                                      | Fort Jackson, South Carolina                          | 193. Infanteriebrigade, U.S. Army Training Center                        | Grundausbildung                 |
| 2nd    | 13th Infantry Regiment                | 1861     |                                          | Fort Jackson, South Carolina                          | 193. Infanteriebrigade, U.S. Army Training Center                        | Grundausbildung                 |
| 3rd    | 13th Infantry Regiment                | 1861     |                                          | Fort Jackson, South Carolina                          | 193. Infanteriebrigade, U.S. Army Training Center                        | Grundausbildung                 |
|        | 14th Infantry Regiment                | 1861     | 2nd                                      | Fort Drum, New York                                   | 2. Brigade, 10. Gebirgsdivision                                          |                                 |
|        | 15th Infantry Regiment                | 1861     | 3rd                                      | Fort Stewart, Georgia                                 | 2. Brigade, 3. Infanteriedivision                                        | Mechanisierte Infanterie        |
|        | 16th Infantry Regiment                | 1861     | 1st                                      | Fort Riley, Kansas                                    | 1. Brigade, 1. Infanteriedivision                                        | Mechanisierte Infanterie        |
|        | 17th Infantry Regiment                | 1861     | 1st                                      | Fort Lewis, Washington                                | 2. Brigade, 2. Infanteriedivision                                        | Stryker-Bataillon               |
|        | 18th Infantry Regiment                | 1861     | 1st                                      | Fort Riley, Kansas                                    | 2. Brigade, 1. Infanteriedivision                                        | Mechanisierte Infanterie        |
|        | 19th Infantry Regiment                | 1861     | 1st                                      | Fort Moore, Georgia                                   | 198. Infanteriebrigade, United States Army Infantry School               | Ausbildungseinheit              |
| 2nd    | 19th Infantry Regiment                | 1861     |                                          | Fort Moore, Georgia                                   | 198. Infanteriebrigade, United States Army Infantry School               | Ausbildungseinheit              |
|        | 20th Infantry Regiment                | 1861     | 5th                                      | Fort Lewis, Washington                                | 3. Brigade, 2. Infanteriedivision                                        | Stryker-Bataillon               |
|        | 21st Infantry Regiment                | 1862     | 1st                                      | Schofield Barracks, Hawaii                            | 2. Brigade, 25. Infanteriedivision                                       |                                 |
| 3rd    | 21st Infantry Regiment                | 1862     | Fort Wainwright, Alaska                  | 1. Brigade, 25. Infanteriedivision                    | Stryker-Bataillon                                                        |                                 |
|        | 22nd Infantry Regiment                | 1865     | 2nd                                      | Fort Drum, New York                                   | 1. Brigade, 10. Gebirgsdivision                                          |                                 |
|        | 23rd Infantry Regiment                | 1866     | 1st                                      | Fort Lewis, Washington                                | 1. Brigade, 2. Infanteriedivision                                        | Stryker-Bataillon               |
| 4th    | 23rd Infantry Regiment                | 1866     | 2. Brigade, 2. Infanteriedivision        | Fort Lewis, Washington                                | Stryker-Bataillon                                                        |                                 |
|        | 24th Infantry Regiment                | 1869     | 1st                                      | Fort Wainwright, Alaska                               | 1. Brigade, 25. Infanteriedivision                                       | Stryker-Bataillon               |
|        | 26th Infantry Regiment (Air Assault)  | 1901     | 1st                                      | Fort Campbell, Kentucky                               | 2. Brigade, 101. Luftlandedivision                                       |                                 |
|        | 27th Infantry Regiment                | 1901     | 1st                                      | Schofield Barracks, Hawaii                            | 2. Brigade, 25. Infanteriedivision                                       |                                 |
| 2nd    | 27th Infantry Regiment                | 1901     | 3. Brigade, 25. Infanteriedivision       | Schofield Barracks, Hawaii                            |                                                                          |                                 |
|        | 28th Infantry Regiment                | 1901     |                                          |                                                       |                                                                          | Inaktiv                         |
|        | 29th Infantry Regiment                | 1901     | 1st                                      | Fort Moore, Georgia                                   | 199. Infanteriebrigade, United States Army Infantry School               | Ausbildungseinheit              |
|        | 30th Infantry Regiment                | 1901     | 2nd                                      | Fort Johnson, Louisiana                               | 3. Brigade, 10. Gebirgsdivision                                          |                                 |
|        | 31st Infantry Regiment                | 1916     | 4th                                      | Fort Drum, New York                                   | 2. Brigade, 10. Gebirgsdivision                                          |                                 |
|        | 32nd Infantry Regiment                | 1916     | 1st                                      | Fort Drum, New York                                   | 1. Brigade, 10. Gebirgsdivision                                          |                                 |
|        | 34th Infantry Regiment                | 1916     | 1st                                      | Fort Jackson, South Carolina                          | 165. Infanteriebrigade, U.S. Army Training Center                        | Ausbildungseinheit              |
| 3rd    | 34th Infantry Regiment                | 1916     |                                          | Fort Jackson, South Carolina                          | 165. Infanteriebrigade, U.S. Army Training Center                        | Ausbildungseinheit              |
|        | 35th Infantry Regiment                | 1916     | 2nd                                      | Schofield Barracks, Hawaii                            | 3. Brigade, 25. Infanteriedivision                                       |                                 |
|        | 36th Infantry Regiment                | 1916     | 1st                                      | Fort Bliss, Texas                                     | 1. Brigade 1. Panzerdivision                                             | Mechanisierte Infanterie        |
|        | 38th Infantry Regiment                | 1917     | 1st                                      | Fort Carson, Colorado                                 | 1. Brigade, 4. Infanteriedivision                                        | Stryker-Bataillon               |
|        | 39th Infantry Regiment                | 1917     | 2nd                                      | Fort Jackson, South Carolina                          | 165. Infanteriebrigade, U.S. Army Training Center                        | Ausbildungseinheit              |
| 3rd    | 39th Infantry Regiment                | 1917     |                                          | Fort Jackson, South Carolina                          | 165. Infanteriebrigade, U.S. Army Training Center                        | Ausbildungseinheit              |
| 4th    | 39th Infantry Regiment                | 1917     |                                          | Fort Jackson, South Carolina                          | 165. Infanteriebrigade, U.S. Army Training Center                        | Ausbildungseinheit              |
|        | 41st Infantry Regiment                | 1917     | 1st                                      | Fort Carson, Colorado                                 | 2. Brigade, 4. Infanteriedivision                                        |                                 |
|        | 46th Infantry Regiment                | 1917     | 1st                                      | Fort Moore, Georgia                                   | 194. Panzerbrigade, U.S. Armor School                                    | Grundausbildung                 |
|        | 47th Infantry Regiment                | 1917     | 2nd                                      | Fort Moore, Georgia                                   | 194. Panzerbrigade, U.S. Armor School                                    | Grundausbildung                 |
|        | 48th Infantry Regiment                | 1917     | 1st                                      | Fort Leonard Wood, Missouri                           | 3. Chemical Brigade, U.S. Army CBRN School                               | Grundausbildung                 |
| 2nd    | 48th Infantry Regiment                | 1917     |                                          | Fort Leonard Wood, Missouri                           | 3. Chemical Brigade, U.S. Army CBRN School                               | Grundausbildung                 |
|        | 50th Infantry Regiment                | 1941     | 1st                                      | Fort Moore, Georgia                                   | 198. Infanteriebrigade, United States Army Infantry School               | Ausbildungseinheit              |
|        | 51st Infantry Regiment                |          |                                          |                                                       |                                                                          | inaktiv                         |
|        | 52nd Infantry Regiment                | 1917     |                                          |                                                       |                                                                          | inaktiv                         |
|        | 54th Infantry Regiment                | 1941     | 2nd                                      | Fort Moore, Georgia                                   | 198. Infanteriebrigade, United States Army Infantry School               | Ausbildungseinheit              |
|        | 58th Infantry Regiment                | 1917     | 2nd                                      | Fort Moore, Georgia                                   | 198. Infanteriebrigade, United States Army Infantry School               | Ausbildungseinheit              |
|        | 60th Infantry Regiment                | 1917     | 2nd                                      | Fort Jackson, South Carolina                          | 193. Infanteriebrigade, U.S. Army Training Center                        | Grundausbildung                 |
| 3rd    | 60th Infantry Regiment                | 1917     |                                          | Fort Jackson, South Carolina                          | 193. Infanteriebrigade, U.S. Army Training Center                        | Grundausbildung                 |
|        | 61st Infantry Regiment                |          | 1st                                      | Fort Jackson, South Carolina                          | 165. Infanteriebrigade, U.S. Army Training Center                        | Ausbildungseinheit              |
|        | 65th Infantry Regiment                | 1899     | 1st                                      | Puerto Rico                                           | 92. Maneuver Enhancement Brigade                                         | Puerto Rico Army National Guard |
|        | 69th Infantry Regiment                |          | 1st                                      | New York City, New York                               | 27. Brigade, 42. Infanteriedivision                                      | New York Army National Guard    |
|        | 75th Ranger Regiment                  | 1974     | 1st                                      | Fort Moore, Georgia                                   | United States Army Special Operations Command                            |                                 |
| 2nd    | 75th Ranger Regiment                  | 1974     | Joint Base Lewis–McChord, Washington     |                                                       | United States Army Special Operations Command                            |                                 |
| 3rd    | 75th Ranger Regiment                  | 1974     | Hunter Army Airfield, Georgia            |                                                       | United States Army Special Operations Command                            |                                 |
|        | 75th Ranger Regiment                  | 1974     | Fort Moore, Georgia                      | Special Troops Battalion                              | United States Army Special Operations Command                            |                                 |
|        | 87th Infantry Regiment                | 1941     | 1st                                      | Fort Drum, New York                                   | 1. Brigade, 10. Gebirgsdivision                                          |                                 |
|        | 108th Infantry Regiment               | 1898     | 2nd                                      | Utica, New York                                       | 27. Brigade, 42. Infanteriedivision                                      | New York Army National Guard    |
|        | 116th Infantry Regiment               | 1741     | 1st                                      | Lynchburg, Virginia                                   | 116. Infanteriebrigade., 29. Infanteriedivision                          | Virginia Army National Guard    |
| 3rd    | 116th Infantry Regiment               | 1741     | Winchester, Virginia                     |                                                       | 116. Infanteriebrigade., 29. Infanteriedivision                          | Virginia Army National Guard    |
|        | 127th Infantry Regiment               | 1884     | 2nd                                      | Appleton, Wisconsin                                   | 32. Infanteriebrigade                                                    | Wisconsin Army National Guard   |
|        | 128th Infantry Regiment               | 1861     | 1st                                      | Eau Claire, Wisconsin                                 | 32. Infanteriebrigade                                                    | Wisconsin Army National Guard   |
|        | 172nd Infantry Regiment (Mountain)    |          | 3rd                                      | Jericho, Vermont                                      | 86. Infanteriebrigade, 42. Infanteriedivision                            | Vermont Army National Guard     |
|        | 187th Infantry Regiment (Air Assault) | 1943     | 1st                                      | Fort Campbell, Kentucky                               | 3. Brigade, 101. Luftlandedivision                                       |                                 |
| 3rd    | 187th Infantry Regiment (Air Assault) | 1943     |                                          | Fort Campbell, Kentucky                               | 3. Brigade, 101. Luftlandedivision                                       |                                 |
|        | 256th Infantry Regiment               |          | 1st                                      | Puerto Rico                                           | 92. Maneuver Enhancement Brigade                                         | Puerto Rico Army National Guard |
|        | 325th Infantry Regiment (Airborne)    | 1917     | 1st                                      | Fort Liberty, North Carolina                          | 2. Brigade, 82. Luftlandedivision                                        |                                 |
| 2nd    | 325th Infantry Regiment (Airborne)    | 1917     |                                          | Fort Liberty, North Carolina                          | 2. Brigade, 82. Luftlandedivision                                        |                                 |
|        | 327th Infantry Regiment (Air Assault) | 1917     | 1st                                      | Fort Campbell, Kentucky                               | 1. Brigade, 101. Luftlandedivision                                       |                                 |
| 2nd    | 327th Infantry Regiment (Air Assault) | 1917     |                                          | Fort Campbell, Kentucky                               | 1. Brigade, 101. Luftlandedivision                                       |                                 |
|        | 442nd Infantry Regiment               | 1942     | 100th                                    | Fort Shafter, Hawaii                                  | United States Army Reserve                                               |                                 |
|        | 501st Infantry Regiment (Airborne)    | 1942     | 1st                                      | Fort Richardson, Alaska                               | 4. Brigade, 25. Infanteriedivision                                       |                                 |
| 2nd    | 501st Infantry Regiment (Airborne)    | 1942     | Fort Liberty, North Carolina             | 1. Brigade, 82. Luftlandedivision                     |                                                                          |                                 |
|        | 502nd Infantry Regiment (Air Assault) | 1942     | 1st                                      | Fort Campbell, Kentucky                               | 2. Brigade, 101. Luftlandedivision                                       |                                 |
| 2nd    | 502nd Infantry Regiment (Air Assault) | 1942     |                                          | Fort Campbell, Kentucky                               | 2. Brigade, 101. Luftlandedivision                                       |                                 |
|        | 503rd Infantry Regiment (Airborne)    | 1941     | 1st                                      | Vicenza, Italien                                      | 173. Luftlandebrigade                                                    |                                 |
| 2nd    | 503rd Infantry Regiment (Airborne)    | 1941     |                                          | Vicenza, Italien                                      | 173. Luftlandebrigade                                                    |                                 |
|        | 504th Infantry Regiment (Airborne)    | 1942     | 1st                                      | Fort Liberty, North Carolina                          | 1. Brigade, 82. Luftlandedivision                                        |                                 |
| 2nd    | 504th Infantry Regiment (Airborne)    | 1942     |                                          | Fort Liberty, North Carolina                          | 1. Brigade, 82. Luftlandedivision                                        |                                 |
|        | 505th Infantry Regiment (Airborne)    | 1942     | 1st                                      | Fort Bragg, North Carolina                            | 3. Brigade, 82. Luftlandedivision                                        |                                 |
| 2nd    | 505th Infantry Regiment (Airborne)    | 1942     |                                          | Fort Bragg, North Carolina                            | 3. Brigade, 82. Luftlandedivision                                        |                                 |
|        | 506th Infantry Regiment (Air Assault) | 1942     | 1st                                      | Fort Campbell, Kentucky                               | 1. Brigade, 101. Luftlandedivision                                       |                                 |
| 2nd    | 506th Infantry Regiment (Air Assault) | 1942     | 3. Brigade, 101. Luftlandedivision       | Fort Campbell, Kentucky                               |                                                                          |                                 |
|        | 507th Infantry Regiment (Airborne)    | 1942     | 1st                                      | Fort Moore, Georgia                                   | Airborne and Ranger Training Brigade, United States Army Infantry School | Ausbildungseinheit              |
|        | 508th Infantry Regiment (Airborne)    | 1942     | 1st                                      | Fort Liberty, North Carolina                          | 3. Brigade, 82. Luftlandedivision                                        |                                 |
| 2nd    | 508th Infantry Regiment (Airborne)    | 1942     | 2. Brigade, 82. Luftlandedivision        | Fort Liberty, North Carolina                          |                                                                          |                                 |
|        | 509th Infantry Regiment (Airborne)    | 1942     | 1st                                      | Fort Johnson, Louisiana                               | Joint Readiness Training Center                                          | Opposing Force                  |
| 3rd    | 509th Infantry Regiment (Airborne)    | 1942     | Fort Richardson, Alaska                  | 4. Brigade, 25. Infanteriedivision                    |                                                                          |                                 |

#### Spezialeinheiten
Die Gruppen des United States Army Special Forces Command (Airborne) und damit alle Soldaten der Green Barets gehören alle zum 1st Special Forces als Parent-Regiment.
| Name                        | Gruppe                    | Gründung | Barett | Hauptquartier                | Bemerkungen                                 |
| --------------------------- | ------------------------- | -------- | ------ | ---------------------------- | ------------------------------------------- |
| 1st Special Forces Regiment | 1st Special Forces Group  | 1957     |        | Fort Lewis, Washington       | 1st Bataillon stationiert in Okinawa, Japan |
| 1st Special Forces Regiment | 3rd Special Forces Group  | 1990     |        | Fort Liberty, North Carolina |                                             |
| 1st Special Forces Regiment | 5th Special Forces Group  | 1961     |        | Fort Campbell, Kentucky      |                                             |
| 1st Special Forces Regiment | 7th Special Forces Group  | 1960     |        | Fort Liberty, North Carolina |                                             |
| 1st Special Forces Regiment | 10th Special Forces Group | 1952     |        | Fort Carson, Colorado        | 1st Bataillon stationiert in Böblingen      |
| 1st Special Forces Regiment | 19th Special Forces Group | 1961     |        | Camp Williams, Utah          | Army National Guard                         |
| 1st Special Forces Regiment | 20th Special Forces Group | 1961     |        | Birmingham, Alabama          | Army National Guard                         |

#### Kavallerie
| Wappen           | Name                             | Gründung                          | Squadron                               | Stationierung                                     | Unterstellung                                  | Bemerkungen                   |
| ---------------- | -------------------------------- | --------------------------------- | -------------------------------------- | ------------------------------------------------- | ---------------------------------------------- | ----------------------------- |
|                  | 1st Cavalry Regiment             | 1833                              | 1st                                    | Fort Bliss, Texas                                 | 2. Brigade, 1. Panzerdivision                  |                               |
| 2nd              | 1st Cavalry Regiment             | 1833                              | Fort Lewis, Washington                 | 4. Brigade, 2. Infanteriedivision                 |                                                |                               |
| 3rd              | 1st Cavalry Regiment             | 1833                              | Fort Moore, Georgia                    | 3. Brigade, 3. Infanteriedivision                 |                                                |                               |
| 4th              | 1st Cavalry Regiment             | 1833                              | West Point, New York                   | United States Military Academy                    |                                                |                               |
| 5th              | 1st Cavalry Regiment             | 1833                              | Fort Wainwright, Alaska                | 1. Brigade 25. Infanteriedivision                 |                                                |                               |
| 6th              | 1st Cavalry Regiment             | 1833                              | Fort Bliss, El Paso, Texas             | 1. Brigade 1. Panzerdivision                      |                                                |                               |
| 8th              | 1st Cavalry Regiment             | 1833                              | Fort Lewis, Washington                 | 2. Brigade 2. Infanteriedivision                  |                                                |                               |
|                  | 2nd Stryker Cavalry Regiment     | 1836                              | 1st                                    | Vilseck                                           | V. US-Korps                                    | Stryker Brigade Combat Team   |
| 2nd              | 2nd Stryker Cavalry Regiment     | 1836                              |                                        | Vilseck                                           | V. US-Korps                                    | Stryker Brigade Combat Team   |
| 3rd              | 2nd Stryker Cavalry Regiment     | 1836                              |                                        | Vilseck                                           | V. US-Korps                                    | Stryker Brigade Combat Team   |
| 4th              | 2nd Stryker Cavalry Regiment     | 1836                              |                                        | Vilseck                                           | V. US-Korps                                    | Stryker Brigade Combat Team   |
| Fire Squadron    | 2nd Stryker Cavalry Regiment     | 1836                              |                                        | Vilseck                                           | V. US-Korps                                    | Stryker Brigade Combat Team   |
| Support Squadron | 2nd Stryker Cavalry Regiment     | 1836                              |                                        | Vilseck                                           | V. US-Korps                                    | Stryker Brigade Combat Team   |
|                  | 3d Armored Cavalry Regiment      | 1846                              | 1st                                    | Fort Cavazos, Texas                               | III. US-Korps                                  | Stryker Brigade Combat Team   |
| 2nd              | 3d Armored Cavalry Regiment      | 1846                              |                                        | Fort Cavazos, Texas                               | III. US-Korps                                  | Stryker Brigade Combat Team   |
| 3rd              | 3d Armored Cavalry Regiment      | 1846                              |                                        | Fort Cavazos, Texas                               | III. US-Korps                                  | Stryker Brigade Combat Team   |
| 4th              | 3d Armored Cavalry Regiment      | 1846                              |                                        | Fort Cavazos, Texas                               | III. US-Korps                                  | Stryker Brigade Combat Team   |
| Support Squadron | 3d Armored Cavalry Regiment      | 1846                              |                                        | Fort Cavazos, Texas                               | III. US-Korps                                  | Stryker Brigade Combat Team   |
|                  | 4th Cavalry Regiment             | 1855                              | 1st                                    | Fort Riley, Kansas                                | 4. Brigade, 1. Infanteriedivision              |                               |
| 3rd              | 4th Cavalry Regiment             | 1855                              | Schofield Barracks, Hawaii             | 3. Brigade, 25. Infanteriedivision                |                                                |                               |
| 4th              | 4th Cavalry Regiment             | 1855                              | Fort Riley, Kansas                     | 1. Brigade, 1. Infanteriedivision                 |                                                |                               |
| 5th              | 4th Cavalry Regiment             | 1855                              | Fort Riley, Kansas                     | 2. Brigade, 1. Infanteriedivision                 |                                                |                               |
| 6th              | 4th Cavalry Regiment             | 1855                              | Fort Riley, Kansas                     | 3. Brigade, 1. Infanteriedivision                 |                                                |                               |
|                  | 5th Cavalry Regiment             | 1855                              | 1st                                    | Fort Cavazos, Texas                               | 2. Brigade, 1. Kavalleriedivision              |                               |
| 2nd              | 5th Cavalry Regiment             | 1855                              | Fort Cavazos, Texas                    | 1. Brigade, 1. Kavalleriedivision                 |                                                |                               |
|                  | 6th Cavalry Regiment             | 1861                              | 1st                                    | Fort Riley, Kansas                                | Combat Aviation Brigade, 1. Infanteriedivision | Heeresflieger                 |
| 2nd              | 6th Cavalry Regiment             | 1861                              | Wheeler Army Airfield, Hawaii          | Combat Aviation Brigade, 25. Infanteriedivision   |                                                | Heeresflieger                 |
| 6th              | 6th Cavalry Regiment             | 1861                              | Fort Drum, New York                    | Combat Aviation Brigade, 10. Gebirgsdivision      |                                                | Heeresflieger                 |
| 7th              | 6th Cavalry Regiment             | 1861                              | Houston, Texas                         | 244th Theater Aviation Brigade, U.S. Army Reserve |                                                | Heeresflieger                 |
|                  | 7th Cavalry Regiment             | 1866                              | 1st                                    | Fort Cavazos, Texas                               | 1. Brigade, 1. Kavalleriedivision              |                               |
| 2nd              | 7th Cavalry Regiment             | 1866                              | Fort Cavazos, Texas                    | 4. Brigade, 1. Kavalleriedivision                 |                                                |                               |
| 3rd              | 7th Cavalry Regiment             | 1866                              | Fort Stewart, Georgia                  | 2. Brigade, 3. Infanteriedivision                 |                                                |                               |
| 4th              | 7th Cavalry Regiment             | 1866                              | Camp Casey, Südkorea                   | 1. Brigade, 2. Infanteriedivision                 |                                                |                               |
| 5th              | 7th Cavalry Regiment             | 1866                              | Fort Stewart, Georgia                  | 1. Brigade, 3. Infanteriedivision                 |                                                |                               |
|                  | 8th Cavalry Regiment             | 1866                              | 1st                                    | Fort Cavazos, Texas                               | 2. Brigade, 1. Kavalleriedivision              |                               |
| 2nd              | 8th Cavalry Regiment             | 1866                              | Fort Cavazos, Texas                    | 1. Brigade, 1. Kavalleriedivision                 |                                                |                               |
| 3rd              | 8th Cavalry Regiment             | 1866                              | Fort Cavazos, Texas                    | 3. Brigade, 1. Kavalleriedivision                 |                                                |                               |
| 6th              | 8th Cavalry Regiment             | 1866                              | Fort Stewart, Georgia                  | 4. Brigade, 3. Infanteriedivision                 |                                                |                               |
|                  | 9th Cavalry Regiment             | 1866                              | 1st                                    | Fort Cavazos, Texas                               | 2. Brigade, 1. Kavalleriedivision              |                               |
| 4th              | 9th Cavalry Regiment             | 1866                              | 2. Brigade, 1. Kavalleriedivision      | Fort Cavazos, Texas                               |                                                |                               |
| 6th              | 9th Cavalry Regiment             | 1866                              | 3. Brigade, 1. Kavalleriedivision      | Fort Cavazos, Texas                               |                                                |                               |
| 6th              | 9th Cavalry Regiment             | 1866                              | 3. Brigade, 1. Kavalleriedivision      | Fort Cavazos, Texas                               |                                                |                               |
|                  | 10th Cavalry Regiment            | 1866                              | 1st                                    | Fort Carson, Colorado                             | 2. Brigade, 4. Infanteriedivision              |                               |
| 4th              | 10th Cavalry Regiment            | 1866                              | 3. Brigade, 4. Infanteriedivision      | Fort Carson, Colorado                             |                                                |                               |
| 7th              | 10th Cavalry Regiment            | 1866                              | 1. Brigade, 4. Infanteriedivision      | Fort Carson, Colorado                             |                                                |                               |
| 8th              | 10th Cavalry Regiment            | 1866                              | 4. Brigade, 4. Infanteriedivision      | Fort Carson, Colorado                             |                                                |                               |
|                  | 11th Armored Cavalry Regiment    | 1901                              | 1st                                    | Fort Irwin, Kalifornien                           | National Training Center                       | Opposing Force                |
| 2nd              | 11th Armored Cavalry Regiment    | 1901                              |                                        | Fort Irwin, Kalifornien                           | National Training Center                       | Opposing Force                |
| Support Squadron | 11th Armored Cavalry Regiment    | 1901                              |                                        | Fort Irwin, Kalifornien                           | National Training Center                       | Opposing Force                |
|                  | 12th Cavalry Regiment            | 1901                              | 1st                                    | Fort Cavazos, Texas                               | 3. Brigade, 1. Kavalleriedivision              |                               |
| 2nd              | 12th Cavalry Regiment            | 1901                              | 4. Brigade, 1. Kavalleriedivision      | Fort Cavazos, Texas                               |                                                |                               |
|                  | 13th Cavalry Regiment            | 1901                              | 1st                                    | Fort Bliss, Texas                                 | 2. Brigade, 1. Panzerdivision                  |                               |
| 2nd              | 13th Cavalry Regiment            | 1901                              | 4. Brigade, 1. Panzerdivision          | Fort Bliss, Texas                                 |                                                |                               |
|                  | 14th Cavalry Regiment            | 1901                              | 1st                                    | Fort Lewis, Washington                            | 3. Brigade, 2. Infanteriedivision              |                               |
| 2nd              | 14th Cavalry Regiment            | 1901                              | Schofield Barracks, Hawaii             | 2. Brigade, 25. Infanteriedivision                |                                                |                               |
|                  | 15th Cavalry Regiment            | 1901                              | 5th                                    | Fort Knox, Kentucky                               | 194. Panzerbrigade                             | Ausbildungseinheit            |
|                  | 16th Cavalry Regiment            | 1916                              | 1st                                    | Fort Knox, Kentucky                               | Armor School                                   | Ausbildungseinheit            |
| 2nd              | 16th Cavalry Regiment            | 1916                              |                                        | Fort Knox, Kentucky                               | Armor School                                   | Ausbildungseinheit            |
| 3rd              | 16th Cavalry Regiment            | 1916                              |                                        | Fort Knox, Kentucky                               | Armor School                                   | Ausbildungseinheit            |
|                  | 17th Cavalry Regiment            | 1916                              | 1st                                    | Fort Liberty, North Carolina                      | Combat Aviation Brigade, 82. Luftlandedivision | Heeresflieger                 |
| 2nd              | 17th Cavalry Regiment            | 1916                              | Fort Campbell, Kentucky                | 101. Heeresfliegerbrigade, 101. Luftlandedivision |                                                | Heeresflieger                 |
| 3rd              | 17th Cavalry Regiment            | 1916                              | Fort Drum, New York                    | Combat Aviation Brigade, 10. Gebirgsdivision      |                                                | Heeresflieger                 |
| 6th              | 17th Cavalry Regiment            | 1916                              | Wheeler Army Airfield, Hawaii          | Combat Aviation Brigade, 25. Infanteriedivision   |                                                | Heeresflieger                 |
| 7th              | 17th Cavalry Regiment            | 1916                              | Fort Campbell, Kentucky                | 159. Heeresfliegerbrigade, 101. Luftlandedivision |                                                | Heeresflieger                 |
|                  | 32nd Cavalry Regiment            |                                   | 1st                                    | Fort Campbell, Kentucky                           | 1. Brigade, 101. Luftlandedivision             |                               |
|                  | 33rd Cavalry Regiment            |                                   | 1st                                    | Fort Campbell, Kentucky                           | 3. Brigade, 101. Luftlandedivision             |                               |
|                  | 38th Cavalry Regiment            |                                   | 1st                                    | Fort Liberty, North Carolina                      | 525th Battlefield Surveillance Brigade         |                               |
| Troop B          | 38th Cavalry Regiment            | Fort Cavazos, Texas               | 504th Battlefield Surveillance Brigade | Fernspäher                                        |                                                |                               |
| Troop C          | 38th Cavalry Regiment            | Fort Lewis, Washington            | 201st Battlefield Surveillance Brigade | Fernspäher                                        |                                                |                               |
|                  | 40th Cavalry Regiment (Airborne) |                                   | 1st                                    | Fort Richardson, Alaska                           | 4. Brigade 25. Infanteriedivision              |                               |
|                  | 61st Cavalry Regiment            |                                   | 1st                                    | Fort Campbell, Kentucky                           | 4. Brigade, 101. Luftlandedivision             |                               |
| 3rd              | 61st Cavalry Regiment            | Fort Carson, Colorado             | 4. Brigade 4. Infanteriedivision       |                                                   |                                                |                               |
|                  | 71st Cavalry Regiment            |                                   | 1st                                    | Fort Drum, New York                               | 1. Brigade, 10. Gebirgsdivision                |                               |
| 3rd              | 71st Cavalry Regiment            | 3. Brigade, 10. Gebirgsdivision   |                                        | Fort Drum, New York                               |                                                |                               |
|                  | 73rd Cavalry Regiment            |                                   | 1st                                    | Fort Liberty, North Carolina                      | 2. Brigade, 82. Luftlandedivision              |                               |
| 3rd              | 73rd Cavalry Regiment            | 1. Brigade, 82. Luftlandedivision |                                        | Fort Liberty, North Carolina                      |                                                |                               |
| 4th              | 73rd Cavalry Regiment            | 4. Brigade, 82. Luftlandedivision |                                        | Fort Liberty, North Carolina                      |                                                |                               |
| 5th              | 73rd Cavalry Regiment            | 3. Brigade, 82. Luftlandedivision |                                        | Fort Liberty, North Carolina                      |                                                |                               |
|                  | 75th Cavalry Regiment            |                                   | 1st                                    | Fort Campbell, Kentucky                           | 2. Brigade 101. Luftlandedivision              |                               |
|                  | 82nd Cavalry Regiment            |                                   | 1st                                    | Bend, Oregon                                      | 41. Infanteriebrigade                          | Oregon Army National Guard    |
|                  | 89th Cavalry Regiment            |                                   | 1st                                    | Fort Drum, New York                               | 2. Brigade, 10. Gebirgsdivision                |                               |
| 3rd              | 89th Cavalry Regiment            | Fort Johnson, Louisiana           | 2. Brigade, 10. Gebirgsdivision        |                                                   |                                                |                               |
|                  | 91st Airborne Cavalry Regiment   | 1942                              | 1st                                    | Grafenwöhr                                        | 173. Luftlandebrigade                          |                               |
|                  | 101st Cavalry Regiment           | 1860                              | 2nd                                    | Buffalo, New York                                 | 27. Brigade, 42. Infanteriedivision            | New York Army National Guard  |
|                  | 105th Cavalry Regiment           |                                   | 1st                                    | Madison, Wisconsin                                | 32. Infanteriebrigade                          | Wisconsin Army National Guard |
|                  | 151st Cavalry Regiment           | 1947                              | 1st                                    | Warren, Arkansas                                  | 39. Infanteriebrigade, 36. Infanteriedivision  | Arkansas Army National Guard  |
|                  | 172nd Cavalry Regiment           |                                   | 1st                                    | Franklin County, Vermont                          | 86. Infanteriebrigade, 42. Infanteriedivision  | Vermont Army National Guard   |
|                  | 183rd Cavalry Regiment           | 1920                              | 2nd                                    | Portsmouth, Virginia                              | 116. Infanteriebrigade, 29. Infanteriedivision | Virginia Army National Guard  |

#### Panzertruppe
| Wappen | Name                | Gründung | Bataillone                        | Stationierung         | Unterstellung                     | Bemerkungen        |
| ------ | ------------------- | -------- | --------------------------------- | --------------------- | --------------------------------- | ------------------ |
|        | 34th Armor Regiment | 1941     | 2nd                               | Fort Riley, Kansas    | 1. Brigade, 1. Infanteriedivision |                    |
|        | 35th Armor Regiment | 1941     | 1st                               | Fort Bliss, Texas     | 2. Brigade, 1. Panzerdivision     |                    |
|        | 37th Armor Regiment | 1941     | 1st                               | Fort Bliss, Texas     | 1. Brigade, 1. Panzerdivision     |                    |
|        | 63rd Armor Regiment | 1942     | 1st                               | Fort Riley, Kansas    | 2. Brigade, 1. Infanteriedivision |                    |
|        | 64th Armor Regiment | 1941     | 1st                               | Fort Stewart, Georgia | 2. Brigade, 3. Infanteriedivision |                    |
|        | 66th Armor Regiment | 1918     | 1st                               | Fort Cavazos, Texas   | 1. Brigade, 4. Infanteriedivision |                    |
|        | 67th Armor Regiment | 1917     | 1st                               | Fort Carson, Colorado | 2. Brigade, 4. Infanteriedivision |                    |
|        | 68th Armor Regiment | 1933     | 1st                               | Fort Carson, Colorado | 3. Brigade, 4. Infanteriedivision |                    |
|        | 69th Armor Regiment | 1940     | 2nd                               | Fort Stewart, Georgia | 3. Brigade, 3. Infanteriedivision |                    |
| 3rd    | 69th Armor Regiment | 1940     | 1. Brigade, 3. Infanteriedivision | Fort Stewart, Georgia |                                   |                    |
|        | 70th Armor Regiment | 1940     | 2nd                               | Fort Bliss, Texas     | 3. Brigade, 1. Panzerdivision     |                    |
|        | 72nd Armor Regiment | 1943     | 2nd                               | Camp Casey, Südkorea  | 1. Brigade, 2. Infanteriedivision |                    |
|        | 77th Armor Regiment | 1941     | 1st                               | Fort Bliss, Texas     | 3. Brigade, 1. Panzerdivision     |                    |
|        | 81st Armor Regiment | 1941     | 1st                               | Fort Knox, Kentucky   | 194. Panzerbrigade                | Ausbildungseinheit |
| 2nd    | 81st Armor Regiment | 1941     |                                   | Fort Knox, Kentucky   | 194. Panzerbrigade                | Ausbildungseinheit |
| 3rd    | 81st Armor Regiment | 1941     |                                   | Fort Knox, Kentucky   | 194. Panzerbrigade                | Ausbildungseinheit |

#### Artillerie
| Wappen | Name                                      | Gründung | Bataillone                                   | Stationierung                                | Unterstellung                                  | Bemerkungen                       |
| ------ | ----------------------------------------- | -------- | -------------------------------------------- | -------------------------------------------- | ---------------------------------------------- | --------------------------------- |
|        | 1st Field Artillery Regiment              | 1792     | 4th                                          | Fort Riley, Kansas                           | 3. Brigade, 1. Panzerdivision                  |                                   |
|        | 2nd Field Artillery Regiment              | 1907     | 2nd                                          | Fort Sill, Oklahoma                          | 428. Artilleriebrigade                         | Ausbildungseinheit                |
|        | 3rd Field Artillery Regiment              | 1907     | 2nd                                          | Fort Bliss, Texas                            | 1. Brigade, 1. Panzerdivision                  |                                   |
| 5th    | 3rd Field Artillery Regiment              | 1907     | Fort Lewis, Washington                       | 17. Artilleriebrigade, I. Korps              |                                                |                                   |
|        | 4th Field Artillery Regiment              | 1907     | 2nd                                          | Fort Sill, Oklahoma                          | 214. Artilleriebrigade                         |                                   |
|        | 5th Field Artillery Regiment              | 1907     | 1st                                          | Fort Riley, Kansas                           | 1. Brigade, 1. Infanteriedivision              |                                   |
| 2nd    | 5th Field Artillery Regiment              | 1907     | Fort Sill, Oklahoma                          | 214. Artilleriebrigade                       |                                                |                                   |
|        | 6th Field Artillery Regiment              | 1907     | 1st                                          | Fort Cavazos, Texas                          | 3. Brigade, 1. Infanteriedivision              |                                   |
| 3rd    | 6th Field Artillery Regiment              | 1907     | Fort Drum, New York                          | 1. Brigade, 10. Gebirgsdivision              |                                                |                                   |
|        | 7th Field Artillery Regiment              | 1916     | 1st                                          | Fort Riley, Kansas                           | 2. Brigade, 1. Infanteriedivision              |                                   |
| 3rd    | 7th Field Artillery Regiment              | 1916     | Schofield Barracks, Hawaii                   | 3. Brigade, 25. Infanteriedivision           |                                                |                                   |
|        | 8th Field Artillery Regiment              | 1916     | 2nd                                          | Fort Wainwright, Alaska                      | 1. Brigade, 25. Infanteriedivision             |                                   |
|        | 9th Field Artillery Regiment              | 1916     | 1st                                          | Fort Stewart, Georgia                        | 2. Brigade, 3. Infanteriedivision              |                                   |
|        | 10th Field Artillery Regiment             | 1916     | 1st                                          | Fort Moore, Georgia                          | 3. Brigade, 3. Infanteriedivision              |                                   |
|        | 11th Field Artillery Regiment             | 1916     | 2nd                                          | Schofield Barracks, Hawaii                   | 2. Brigade, 25. Infanteriedivision             |                                   |
|        | 12th Field Artillery Regiment             | 1916     | 2nd                                          | Fort Lewis, Washington                       | 4. Brigade, 2. Infanteriedivision              |                                   |
|        | 13th Field Artillery Regiment             | 1916     | 3rd                                          | Fort Sill, Oklahoma                          | 75. Artilleriebrigade, III. Korps              |                                   |
|        | 14th Field Artillery Regiment             | 1927     | 1st                                          | Fort Sill, Oklahoma                          | 214. Artilleriebrigade                         |                                   |
|        | 15th Field Artillery Regiment             | 1916     | 1st                                          | Camp Hovey, Südkorea                         | 1. Brigade, 2. Infanteriedivision              |                                   |
| 2nd    | 15th Field Artillery Regiment             | 1916     | Fort Drum, New York                          | 2. Brigade, 10. Gebirgsdivision              |                                                |                                   |
|        | 16th Field Artillery Regiment             | 1916     | 3rd                                          | Fort Cavazos, Texas                          | 2. Brigade, 4. Infanteriedivision              |                                   |
|        | 17th Field Artillery Regiment             | 1916     | 1st                                          | Fort Sill, Oklahoma                          | 75. Artilleriebrigade, III. Korps              |                                   |
| 2nd    | 17th Field Artillery Regiment             | 1916     | Fort Lewis, Washington                       | 2. Brigade, 2. Infanteriedivision            |                                                |                                   |
|        | 18th Field Artillery Regiment             | 1916     | 2nd                                          | Fort Sill, Oklahoma                          | 75. Artilleriebrigade, III. Korps              |                                   |
|        | 19th Field Artillery Regiment             | 1917     | 1st                                          | Fort Sill, Oklahoma                          | 434. Artilleriebrigade                         | Ausbildungseinheit                |
|        | 22nd Field Artillery Regiment             |          | 1st                                          | Fort Sill, Oklahoma                          | 434. Artilleriebrigade                         | Ausbildungseinheit                |
|        | 25th Field Artillery Regiment             | 1918     | 4th                                          | Fort Drum, New York                          | 3. Brigade, 10. Gebirgsdivision                |                                   |
| 5th    | 25th Field Artillery Regiment             | 1918     | Fort Johnson, Louisiana                      | 4. Brigade, 10. Gebirgsdivision              |                                                |                                   |
|        | 26th Field Artillery Regiment             | 1918     | F Battery                                    | Fort Lewis, Washington                       | 17. Artilleriebrigade, I. Korps                |                                   |
|        | 27th Field Artillery Regiment             | 1918     | 3rd                                          | Fort Liberty, North Carolina                 | 18. Artilleriebrigade, XVIII. Luftlandekorps   |                                   |
| 4th    | 27th Field Artillery Regiment             | 1918     | Fort Bliss, Texas                            | 2. Brigade, 1. Panzerdivision                |                                                |                                   |
|        | 29th Field Artillery Regiment             | 1918     | 2nd                                          | Fort Liberty, North Carolina                 | 2. Brigade, 1. Panzerdivision                  |                                   |
| 3rd    | 29th Field Artillery Regiment             | 1918     | Fort Carson, Colorado                        | 3. Brigade, 4. Infanteriedivision            |                                                |                                   |
|        | 30th Field Artillery Regiment             | 1918     | 1st                                          | Fort Sill, Oklahoma                          | 428. Artilleriebrigade                         | Ausbildungseinheit                |
|        | 32nd Field Artillery Regiment             | 1918     | 2nd                                          | Fort Riley, Kansas                           | 4. Brigade, 1. Infanteriedivision              |                                   |
|        | 37th Field Artillery Regiment             | 1918     | 1st                                          | Fort Lewis, Washington                       | 3. Brigade, 2. Infanteriedivision              |                                   |
| 6th    | 37th Field Artillery Regiment             | 1918     | Camp Casey, Südkorea                         | 210. Artilleriebrigade 2. Infanteriedivision |                                                |                                   |
|        | 38th Field Artillery Regiment             | 1918     | 1st                                          | Camp Casey, Südkorea                         | 210. Artilleriebrigade 2. Infanteriedivision   |                                   |
|        | 40th Field Artillery Regiment             | 1933     | 1st                                          | Fort Sill, Oklahoma                          | 428. Artilleriebrigade                         | Ausbildungseinheit                |
|        | 41st Field Artillery Regiment             | 1918     | 1st                                          | Fort Stewart, Georgia                        | 1. Brigade 3. Infanteriedivision               |                                   |
|        | 42nd Field Artillery Regiment             | 1918     | 4th                                          | Fort Carson, Colorado                        | 1. Brigade 4. Infanteriedivision               |                                   |
|        | 76th Field Artillery Regiment             | 1917     | 1st                                          | Fort Moore, Georgia                          | 4. Brigade 3. Infanteriedivision               |                                   |
|        | 77th Field Artillery Regiment             | 1917     | 2nd                                          | Fort Carson, Colorado                        | 4. Brigade 4. Infanteriedivision               |                                   |
|        | 78th Field Artillery Regiment             | 1917     | 1st                                          | Fort Sill, Oklahoma                          | 428. Artilleriebrigade                         | Ausbildungseinheit                |
|        | 79th Field Artillery Regiment             | 1917     | 1st                                          | Fort Sill, Oklahoma                          | 434. Artilleriebrigade                         | Ausbildungseinheit                |
|        | 82nd Field Artillery Regiment             | 1917     | 1st                                          | Fort Cavazos, Texas                          | 2. Brigade, 1. Kavalleriedivision              |                                   |
| 2nd    | 82nd Field Artillery Regiment             | 1917     | 3. Brigade, 1. Kavalleriedivision            | Fort Cavazos, Texas                          |                                                |                                   |
| 3rd    | 82nd Field Artillery Regiment             | 1917     | 2. Brigade, 1. Kavalleriedivision            | Fort Cavazos, Texas                          |                                                |                                   |
| 5th    | 82nd Field Artillery Regiment             | 1917     | 4. Brigade, 1. Kavalleriedivision            | Fort Cavazos, Texas                          |                                                |                                   |
|        | 84th Field Artillery Regiment             |          |                                              |                                              | inaktiv                                        |                                   |
|        | 94th Field Artillery Regiment             | 1933     | 1st                                          | Fort Lewis, Washington                       | 17. Artilleriebrigade, I. Korps                |                                   |
|        | 101st Field Artillery Regiment            | 1636     | 1st                                          | Brockton, Massachusetts                      | 86. Infanteriebrigade, 42. Infanteriedivision  | Massachusetts Army National Guard |
|        | 111st Field Artillery Regiment            | 1809     | 1st                                          | Norfolk, Virginia                            | 116. Infanteriebrigade, 29. Infanteriedivision | Virginia Army National Guard      |
|        | 120th Field Artillery Regiment            | 1917     | 1st                                          | Wisconsin Rapids, Wisconsin                  | 32. Infanteriebrigade                          | Wisconsin Army National Guard     |
|        | 121st Field Artillery Regiment            |          | 1st                                          | Milwaukee, Wisconsin                         | 157th Maneuver Enhancement Brigade             | Wisconsin Army National Guard     |
|        | 197th Field Artillery Regiment            |          | 3rd                                          | Concord, New Hampshire                       | 197. Artilleriebrigade                         | New Hampshire Army National Guard |
|        | 258th Field Artillery Regiment            | 1959     | 1st                                          | Jamaica, New York                            | 27. Brigade, 42. Infanteriedivision            | New York Army National Guard      |
|        | 300th Field Artillery Regiment            |          | 2nd                                          | Sheridan, Wyoming                            | 115. Artilleriebrigade                         | Wyoming Army National Guard       |
|        | 319th Field Artillery Regiment (Airborne) | 1917     | 1st                                          | Fort Liberty, North Carolina                 | 3. Brigade, 82. Luftlandedivision              |                                   |
| 2nd    | 319th Field Artillery Regiment (Airborne) | 1917     | Fort Liberty, North Carolina                 | 2. Brigade, 82. Luftlandedivision            |                                                |                                   |
| 3rd    | 319th Field Artillery Regiment (Airborne) | 1917     | Fort Liberty, North Carolina                 | 1. Brigade, 82. Luftlandedivision            |                                                |                                   |
| 4th    | 319th Field Artillery Regiment (Airborne) | 1917     | Grafenwöhr                                   | 173. Luftlandebrigade                        |                                                |                                   |
|        | 320th Field Artillery Regiment (Airborne) | 1917     | 1st                                          | Fort Campbell, Tennessee                     | 2. Brigade, 101. Luftlandedivision             |                                   |
| 2nd    | 320th Field Artillery Regiment (Airborne) | 1917     | 1. Brigade, 101. Luftlandedivision           | Fort Campbell, Tennessee                     |                                                |                                   |
| 3rd    | 320th Field Artillery Regiment (Airborne) | 1917     | 3. Brigade, 101. Luftlandedivision           | Fort Campbell, Tennessee                     |                                                |                                   |
| 4th    | 320th Field Artillery Regiment (Airborne) | 1917     | 4. Brigade, 101. Luftlandedivision           | Fort Campbell, Tennessee                     |                                                |                                   |
|        | 321st Field Artillery Regiment (Airborne) | 1917     | 1st                                          | Fort Liberty, North Carolina                 | 18. Artilleriebrigade, XVIII. Luftlandekorps   |                                   |
| 2nd    | 321st Field Artillery Regiment (Airborne) | 1917     | 4. Brigade, 82. Luftlandedivision            | Fort Liberty, North Carolina                 |                                                |                                   |
| 3rd    | 321st Field Artillery Regiment (Airborne) | 1917     | 18. Artilleriebrigade, XVIII. Luftlandekorps | Fort Liberty, North Carolina                 |                                                |                                   |
|        | 377th Field Artillery Regiment (Airborne) | 1921     | 1st                                          | Fort Lewis, Washington                       | 17. Artilleriebrigade, I. Korps                |                                   |
| 2nd    | 377th Field Artillery Regiment (Airborne) | 1921     | Ford Richardson, Alaska                      | 4. Brigade 25. Infanteriedivision            |                                                |                                   |

| Wappen | Name                                 | Gründung | Bataillone                   | Stationierung                          | Unterstellung                             | Bemerkungen                      |
| ------ | ------------------------------------ | -------- | ---------------------------- | -------------------------------------- | ----------------------------------------- | -------------------------------- |
|        | 1st Air Defense Artillery Regiment   | 1812     | 1st                          | Kadena Air Base, Japan                 | 94th Army Air and Missile Defense Command |                                  |
| 2nd    | 1st Air Defense Artillery Regiment   | 1812     | Camp Carroll, Südkorea       | 35th Air Defense Artillery Brigade     |                                           |                                  |
|        | 2nd Air Defense Artillery Regiment   |          | 3rd                          | Fort Sill, Oklahoma                    | 31st Air Defense Artillery Brigade        |                                  |
|        | 3rd Air Defense Artillery Regiment   | 1802     | 4th                          | Fort Sill, Oklahoma                    | 31st Air Defense Artillery Brigade        |                                  |
|        | 4th Air Defense Artillery Regiment   | 1821     | A Battery                    | Fort Bliss, Texas                      | 11th Air Defense Artillery Brigade        |                                  |
| 3rd    | 4th Air Defense Artillery Regiment   | 1821     | Fort Liberty, North Carolina | 108th Air Defense Artillery Brigade    |                                           |                                  |
|        | 5th Air Defense Artillery Regiment   | 1861     | 5th                          | Fort Sill, Oklahoma                    | 31st Air Defense Artillery Brigade        |                                  |
|        | 6th Air Defense Artillery Regiment   | 1893     | 2nd                          | Fort Bliss, Texas                      | 6th Air Defense Artillery Brigade         | Ausbildungseinheit               |
| 3rd    | 6th Air Defense Artillery Regiment   | 1893     |                              | Fort Bliss, Texas                      | 6th Air Defense Artillery Brigade         | Ausbildungseinheit               |
|        | 7th Air Defense Artillery Regiment   | 1898     | 1st                          | Fort Liberty, North Carolina           | 108th Air Defense Artillery Brigade       |                                  |
| 5th    | 7th Air Defense Artillery Regiment   | 1898     | Kaiserslautern               | 357th Air & Missile Defense Detachment |                                           |                                  |
|        | 43rd Air Defense Artillery Regiment  | 1918     | 1st                          | Fort Bliss, Texas                      | 11th Air Defense Artillery Brigade        |                                  |
| 2nd    | 43rd Air Defense Artillery Regiment  | 1918     |                              | Fort Bliss, Texas                      | 11th Air Defense Artillery Brigade        |                                  |
| 3rd    | 43rd Air Defense Artillery Regiment  | 1918     |                              | Fort Bliss, Texas                      | 11th Air Defense Artillery Brigade        |                                  |
|        | 44th Air Defense Artillery Regiment  | 1899     | 1st                          | Fort Cavazos, Texas                    | 69th Air Defense Artillery Brigade        |                                  |
| 2nd    | 44th Air Defense Artillery Regiment  | 1899     | Fort Campbell, Kentucky      | 108th Air Defense Artillery Brigade    |                                           |                                  |
|        | 52nd Air Defense Artillery Regiment  | 1917     | 5th                          | Fort Bliss, Texas                      | 11th Air Defense Artillery Brigade        |                                  |
| 6th    | 52nd Air Defense Artillery Regiment  | 1917     | Osan Air Base, Südkorea      | 35th Air Defense Artillery Brigade     |                                           |                                  |
|        | 56th Air Defense Artillery Regiment  |          | 1st                          | Fort Bliss, Texas                      | 6th Air Defense Artillery Brigade         |                                  |
|        | 188th Air Defense Artillery Regiment |          | 1st                          | Grand Forks, North Dakota              | 68th Troop Command                        | North Dakota Army National Guard |

#### Heeresflieger
| Wappen | Name                                                  | Gründung | Bataillone                                            | Stationierung                                            | Unterstellung                                            | Bemerkungen                      |
| ------ | ----------------------------------------------------- | -------- | ----------------------------------------------------- | -------------------------------------------------------- | -------------------------------------------------------- | -------------------------------- |
|        | 1st Aviation Regiment                                 | 1812     | 1st                                                   | Fort Riley, Kansas                                       | Combat Aviation Brigade, 1. Infanteriedivision           |                                  |
| 2nd    | 1st Aviation Regiment                                 | 1812     |                                                       | Fort Riley, Kansas                                       | Combat Aviation Brigade, 1. Infanteriedivision           |                                  |
| 3rd    | 1st Aviation Regiment                                 | 1812     |                                                       | Fort Riley, Kansas                                       | Combat Aviation Brigade, 1. Infanteriedivision           |                                  |
|        | 2nd Aviation Regiment                                 | 1961     | 1st                                                   | Camp Hovey, Südkorea                                     | Combat Aviation Brigade, 2. Infanteriedivision           |                                  |
| 2nd    | 2nd Aviation Regiment                                 | 1961     |                                                       | Camp Hovey, Südkorea                                     | Combat Aviation Brigade, 2. Infanteriedivision           |                                  |
|        | 3rd Aviation Regiment                                 | 1963     | 1st                                                   | Hunter Army Airfield, Georgia                            | Combat Aviation Brigade, 3. Infanteriedivision           |                                  |
| 2nd    | 3rd Aviation Regiment                                 | 1963     |                                                       | Hunter Army Airfield, Georgia                            | Combat Aviation Brigade, 3. Infanteriedivision           |                                  |
| 3rd    | 3rd Aviation Regiment                                 | 1963     |                                                       | Hunter Army Airfield, Georgia                            | Combat Aviation Brigade, 3. Infanteriedivision           |                                  |
| 4th    | 3rd Aviation Regiment                                 | 1963     |                                                       | Hunter Army Airfield, Georgia                            | Combat Aviation Brigade, 3. Infanteriedivision           |                                  |
|        | 4th Aviation Regiment                                 | 1980     | 1st                                                   | Fort Cavazos, Texas                                      | Combat Aviation Brigade, 4. Infanteriedivision           |                                  |
| 2nd    | 4th Aviation Regiment                                 | 1980     |                                                       | Fort Cavazos, Texas                                      | Combat Aviation Brigade, 4. Infanteriedivision           |                                  |
| 3rd    | 4th Aviation Regiment                                 | 1980     |                                                       | Fort Cavazos, Texas                                      | Combat Aviation Brigade, 4. Infanteriedivision           |                                  |
| 4th    | 4th Aviation Regiment                                 | 1980     |                                                       | Fort Cavazos, Texas                                      | Combat Aviation Brigade, 4. Infanteriedivision           |                                  |
|        | 10th Aviation Regiment                                | 1988     | 1st                                                   | Fort Drum, New York                                      | Combat Aviation Brigade, 10. Gebirgsdivision             |                                  |
| 2nd    | 10th Aviation Regiment                                | 1988     |                                                       | Fort Drum, New York                                      | Combat Aviation Brigade, 10. Gebirgsdivision             |                                  |
|        | 11th Aviation Regiment                                | 1963     | 1st                                                   | Fort Novosel, Alabama                                    | Air Traffic Services Command                             | Ausbildungseinheit               |
|        | 13th Aviation Regiment                                |          | 1st                                                   | Fort Novosel, Alabama                                    | 1st Aviation Brigade                                     | Ausbildungseinheit               |
|        | 14th Aviation Regiment                                | 1964     | 1st                                                   | Fort Novosel, Alabama                                    | 110th Aviation Brigade                                   | Ausbildungseinheit               |
|        | 25th Aviation Regiment                                | 1963     | 2nd                                                   | Wheeler Army Airfield, Hawaii                            | Combat Aviation Brigade, 25. Infanteriedivision          |                                  |
| 2nd    | 25th Aviation Regiment                                | 1963     |                                                       | Wheeler Army Airfield, Hawaii                            | Combat Aviation Brigade, 25. Infanteriedivision          |                                  |
|        | 52nd Aviation Regiment                                | 1940     | 1st                                                   | Fort Wainwright, Alaska                                  | 16th Combat Aviation Brigade                             |                                  |
| 2nd    | 52nd Aviation Regiment                                | 1940     | Camp Hovey, Südkorea                                  | Combat Aviation Brigade, 2. Infanteriedivision           |                                                          |                                  |
| 6nd    | 52nd Aviation Regiment                                | 1940     | Los Alamitos, Kalifornien                             | 11. Heeresfliegerbrigade, Army Reserve Aviation Command  | United States Army Reserve                               |                                  |
|        | 58th Aviation Regiment                                | 1961     | 1st                                                   | Giebelstadt                                              | 12. Heeresfliegerbrigade                                 |                                  |
|        | 82nd Aviation Regiment                                | 1962     | 1st                                                   | Fort Liberty, North Carolina                             | Combat Aviation Brigade, 82. Luftlandedivision           |                                  |
| 2nd    | 82nd Aviation Regiment                                | 1962     |                                                       | Fort Liberty, North Carolina                             | Combat Aviation Brigade, 82. Luftlandedivision           |                                  |
| 3rd    | 82nd Aviation Regiment                                | 1962     |                                                       | Fort Liberty, North Carolina                             | Combat Aviation Brigade, 82. Luftlandedivision           |                                  |
|        | 101st Aviation Regiment                               | 1962     | 1st                                                   | Fort Campbell, Kentucky                                  | Combat Aviation Brigade, 101. Luftlandedivision          |                                  |
| 2nd    | 101st Aviation Regiment                               | 1962     | Combat Aviation Brigade, 101. Luftlandedivision       | Fort Campbell, Kentucky                                  |                                                          |                                  |
| 3rd    | 101st Aviation Regiment                               | 1962     | 159th Combat Aviation Brigade, 101. Luftlandedivision | Fort Campbell, Kentucky                                  |                                                          |                                  |
| 4th    | 101st Aviation Regiment                               | 1962     | 159th Combat Aviation Brigade, 101. Luftlandedivision | Fort Campbell, Kentucky                                  |                                                          |                                  |
| 5th    | 101st Aviation Regiment                               | 1962     | Combat Aviation Brigade, 101. Luftlandedivision       | Fort Campbell, Kentucky                                  |                                                          |                                  |
| 6th    | 101st Aviation Regiment                               | 1962     | Combat Aviation Brigade, 101. Luftlandedivision       | Fort Campbell, Kentucky                                  |                                                          |                                  |
| 7th    | 101st Aviation Regiment                               | 1962     | 159th Combat Aviation Brigade, 101. Luftlandedivision | Fort Campbell, Kentucky                                  |                                                          |                                  |
|        | 112th Aviation Regiment                               |          | 1st                                                   | Bismarck, North Dakota                                   | 68th Troop Command                                       | North Dakota Army National Guard |
|        | 142nd Aviation Regiment                               |          | 2nd                                                   | Ronkonkoma, New York                                     | 42. Heeresfliegerbrigade, 42. Infanteriedivision         | New York Army National Guard     |
|        | 145th Aviation Regiment                               | 1961     | 1st                                                   | Fort Novosel, Alabama                                    | 1st Aviation Brigade                                     | Ausbildungseinheit               |
|        | 147th Aviation Regiment                               |          | 1st                                                   | Madison, Wisconsin                                       | 64th Troop Command                                       | Wisconsin Army National Guard    |
|        | 158th Aviation Regiment                               | 1968     | 1st                                                   | Conroe, Texas                                            | 11. Heeresfliegerbrigade, Army Reserve Aviation Command  | United States Army Reserve       |
| 3rd    | 158th Aviation Regiment                               | 1968     | Giebelstadt                                           | 12. Heeresfliegerbrigade                                 |                                                          |                                  |
| 5th    | 158th Aviation Regiment                               | 1968     | Giebelstadt                                           | 12. Heeresfliegerbrigade                                 |                                                          |                                  |
| 7th    | 158th Aviation Regiment                               | 1968     | Fort Cavazos, Texas                                   | 11. Heeresfliegerbrigade, Army Reserve Aviation Command  | United States Army Reserve                               |                                  |
|        | 159th Aviation Regiment                               | 1968     | 2nd                                                   | Giebelstadt                                              | 12th Aviation Brigade                                    |                                  |
| 3rd    | 159th Aviation Regiment                               | 1968     | Giebelstadt                                           | 12. Heeresfliegerbrigade                                 |                                                          |                                  |
| 5th    | 159th Aviation Regiment                               | 1968     | Fort Eustis, Virginia                                 | 244. Heeresfliegerbrigade, Army Reserve Aviation Command | United States Army Reserve                               |                                  |
|        | 160th Special Operations Aviation Regiment (Airborne) | 1981     | Headquarters                                          | Fort Campbell, Kentucky                                  | United States Army Special Operations Command            |                                  |
| 1st    | 160th Special Operations Aviation Regiment (Airborne) | 1981     | Fort Campbell, Kentucky                               |                                                          | United States Army Special Operations Command            |                                  |
| 2nd    | 160th Special Operations Aviation Regiment (Airborne) | 1981     | Fort Campbell, Kentucky                               |                                                          | United States Army Special Operations Command            |                                  |
| 3rd    | 160th Special Operations Aviation Regiment (Airborne) | 1981     | Hunter Army Airfield, Georgia                         |                                                          | United States Army Special Operations Command            |                                  |
| 4th    | 160th Special Operations Aviation Regiment (Airborne) | 1981     | Fort Lewis, Washington                                |                                                          | United States Army Special Operations Command            |                                  |
|        | 210th Aviation Regiment                               | 1996     | 1st                                                   | Fort Novosel, Alabama                                    | United States Army Aviation Center                       | Ausbildungseinheit               |
|        | 212th Aviation Regiment                               |          | 1st                                                   | Fort Novosel, Alabama                                    | 110th Aviation Brigade                                   | Ausbildungseinheit               |
|        | 214th Aviation Regiment                               |          | 1st                                                   | Stuttgart                                                | 12th Combat Aviation Brigade                             | Ausbildungseinheit               |
|        | 223rd Aviation Regiment                               |          | 1st                                                   | Fort Novosel, Alabama                                    | 110th Aviation Brigade                                   | Ausbildungseinheit               |
|        | 224th Aviation Regiment                               | 1959     | 2nd                                                   | Sandston, Virginia                                       | Combat Aviation Brigade, 29th Infantry Division          | Virginia Army National Guard     |
|        | 227th Aviation Regiment                               | 1920     | 1st                                                   | Fort Cavazos, Texas                                      | Combat Aviation Brigade, 1. Kavalleriedivision           |                                  |
| 2nd    | 227th Aviation Regiment                               | 1920     |                                                       | Fort Cavazos, Texas                                      | Combat Aviation Brigade, 1. Kavalleriedivision           |                                  |
| 3rd    | 227th Aviation Regiment                               | 1920     |                                                       | Fort Cavazos, Texas                                      | Combat Aviation Brigade, 1. Kavalleriedivision           |                                  |
| 4th    | 227th Aviation Regiment                               | 1920     |                                                       | Fort Cavazos, Texas                                      | Combat Aviation Brigade, 1. Kavalleriedivision           |                                  |
|        | 228th Aviation Regiment                               | 1990     | 1st                                                   | Soto Cano, Honduras                                      | United States Army South                                 |                                  |
| 2nd    | 228th Aviation Regiment                               | 1990     | Joint Base McGuire–Dix–Lakehurst, New Jersey          | 244. Heeresfliegerbrigade, Army Reserve Aviation Command | Army Reserve                                             |                                  |
|        | 229th Aviation Regiment                               |          | 8th                                                   | Fort Knox, Kentucky                                      | 244. Heeresfliegerbrigade, Army Reserve Aviation Command | United States Army Reserve       |

### Spezielle Korps
Soldaten aus den Bereichen Kampfünterstützung, Stabsdienste oder Logistik, die keinem Regiment angehören, gehören zu einem der folgenden Korps:
| Wappen | Name                                    | Gründung | Hauptquartier                        | Bemerkungen |
| ------ | --------------------------------------- | -------- | ------------------------------------ | ----------- |
|        | Adjutant General’s Corps                | 1775     | Fort Jackson, South Carolina         |             |
|        | Army Medical Department                 | 1775     | Fort Sam Houston, San Antonio, Texas |             |
|        | Chaplain Corps                          | 1775     | Fort Jackson, South Carolina         |             |
|        | Chemical Corps                          | 1946     | Fort Leonard Wood, Missouri          |             |
|        | United States Army Corps of Engineers   | 1775     | Washington, D.C.                     |             |
|        | United States Army Finance Corps        | 1950     | Fort Jackson, South Carolina         |             |
|        | Judge Advocate General’s Corps          | 1775     |                                      |             |
|        | United States Army Intelligence Corps   | 1971     | Fort Huachuca, Arizona               |             |
|        | Quartermaster Corps                     | 1775     | Fort Gregg-Adams, Virginia           |             |
|        | United States Army Signal Corps         | 1863     | Fort Eisenhower, Georgia             |             |
|        | United States Army Transportation Corps | 1942     | Fort Eustis, Virginia                |             |
|        | Civil Affairs Corps                     | 1989     | Fort Liberty, North Carolina         |             |
|        | Psychological Operations                | 1998     | Fort Liberty, North Carolina         |             |
|        | Acquisition Corps                       | 2008     |                                      |             |